# 견우와 선녀
견우와 선녀는 네이버 웹툰에서 매주 화요일마다 연재되고 있는 웹툰이다.

## 등장인물
- 견우(18세)선녀와 만나는 것을 좋아하지 않는 인물.

- 선녀(18세) 표지호의 소꿉친구이다. 견우을 좋아한다.

- 수혁:겉으로만 착한척하는 악역이다. 그 사실은 수혁무리와 견우만 안다.